# Braojos
Braojos est une commune de la communauté de Madrid, en Espagne.